# Fang (folk)
Fang, alternativt fãn, är ett jordbrukande bantufolk i Ekvatorialguinea, sydvästra Kamerun, nordvästra Gabon samt São Tomé och Príncipe.  Uppskattningarna angående befolkningsantal varierar mellan 1 och 3 miljoner.

## Historia
Enligt traditionen vandrade fang in till sitt nuvarande område under början på 1800-talet. Fang var ett krigarfolk och fick ett rykte om sig att vara kannibaler vilket hjälpte dem att få kontroll över nya landområden och hålla fiender på avstånd.

## Religion
Fangfolkets traditionella religionen är centrerad kring förfäderna som tros utöva makt i livet efter detta. Reliker efter tidigare ledare i form av skallar och långa ben tros hjälpa familjen att behålla makten och till hälsa.
1939 ansågs fangfolket vara kristna men efter det har bwiti, som är en kult med föreställningar från kristendom och traditionell religion, har haft stor framgång där häxtro är ett viktigt inslag.

## Organisation
Traditionellt är fangsamhället organiserat mellan klaner utan central politisk ledning. I Ekvatorialguinea och Gabon dominerar fangfolket det politiska livet.